# Стрітрейсери
«Стрітрейсери» (рос. Стритрейсеры) — російський бойовик 2008 р. режисера Олега Фесенко.

## Сюжет
Вуличні гонщики займаються викраденням дорогих елітних автомобілів, в той час як співробітники правоохоронних органів марно намагаються їх зловити. Подруга лідера стрітрейсерів Докера, Катя, йде до новачка Степана. Між Докером і Стьопою розгорається конфлікт, в той же час ДАІ розробляє план захоплення стрітрейсерів. Докер призначає зустріч Каті, на якій вона говорить йому, що вони зі Стьопою і його комп'ютерним генієм братом йдуть назавжди. Тоді Докер викрадає Катю і в багажнику авто відвозить її на Фінську затоку. Докер повертається до шефа, який виявляється начальником ДАІ. Брат Степана Михайло знімає на того компромат і гине, збитий позашляховиком Jeep Grand Cherokee, однак встигає відправити відео братові і Катриному батькові, підполковнику Степанченко.
Наступного дня начальника ДАІ вбивають стрітрейсери. Степан вирушає на пошуки Докера, після чого влаштовує з ним перегони, що закінчилися аварією. Обидві машини сильно пошкоджені і можуть вибухнути в будь-який момент. Степан дізнається, що, по-перше, Катя знаходиться на березі Фінської затоки, а не в багажнику розбитої машини, як він думав, а по-друге, що снонукало Докера. Фільм завершується тим, що Степан і Катя зустрічають одне одного на березі Фінської затоки і цілуються. В цей час до них поступово стягуються всі стрітрейсери.

## Ролі
- Марина Александрова — Катя
- Олексій Чадов — Степан
- Станіслав Бондаренко — Докер
- Микола Чиндяйкін — Степанченко, батько Каті
- Ельвіра Болгова — Лора
- Олексій Гуськов — Мохов, батько Степана і Михайла
- Лев Пригунов — Начальник ГІБДД
- Олексій Поггенполь — Михайло, брат Степана

## Музика
- «44»:
  - «Бойцовский клуб»
  - «Деньги»
  - «Не моя»
  - «Нелегальная»
- «Kaupas»: «Стритрейсеры»
- «Cherish Feat Sean Paul»: «Do it to it»
- «За деньги»: «Девочки Хорошие»
- «Слот»: «Пуля»
- «The Rasmus»: «Shot»
- The Rasmus — Night after Night
- «BZIK»: «Скорость»
- Смотри вперёд
- «The Типы»: «БАМ!!!»
- «TIGR'A»: «Тусуем!»
- «Вера Алоэ»:
  - «Укради меня!»
  - «Тар feat. Вера Алоэ & 44»
  - «Беги!»
- «Nефть»: «Крылья»,
- FlyMore: «All the time I bled»
- «Нулевой Меридиан & Вера Алоэ»: «Не мои слова»

## Критика
- Рейтинг фільму на сайті IMDb — 3,0/10.